# Calon Minors
Calon Minors (11 luglio 1996) è un calciatore bermudiano, difensore del Devonshire Colts e della Nazionale bermudiana.

## Caratteristiche tecniche
Terzino sinistro, può essere schierato anche come esterno sinistro.

## Carriera

### Nazionale
Ha debuttato in nazionale l'8 giugno 2017, nell'amichevole Grenada-Bermuda (2-2). Ha partecipato, con la Nazionale, alla CONCACAF Gold Cup 2019.